# Tropeognathus
Tropeognathus byl rod pterodaktyloidního ptakoještěra z čeledi Anhangueridae, který se vyskytoval v období rané křídy (geologický stupeň alb, asi před 112 miliony let) na území současné Jižní Ameriky (Brazílie). Druh T. mesembrinus mohl dosahovat v rozpětí křídel až 8,7 metru, takže patřil mezi největší známé ptakoještěry.

## Objev a popis

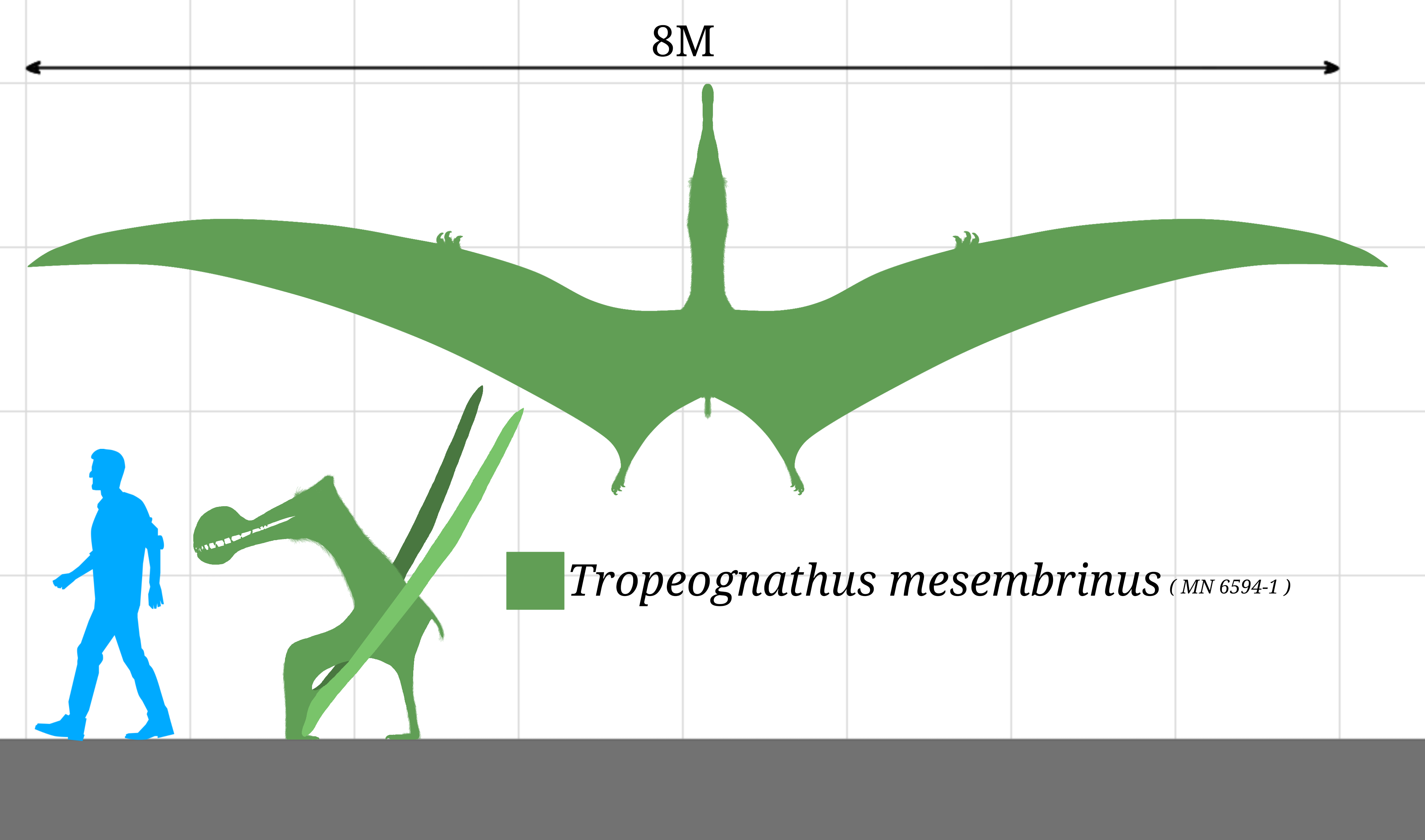
Velikost druhu Tropeognathus mesembrinus.

Fosilní lebka ptakoještěra, objevená pravděpodobně v sedimentech geologického souvrství Romualdo (geologická skupina Santana, stát Ceará) se v 80. letech 20. století dostala do sbírek Bavorského paleontologického muzea v Mnichově. V roce 1987 ji formálně popsal německý paleontolog Peter Wellnhofer. Holotyp dnes nese sbírkové označení BSP 1987 I 46. Později byly v Brazílii objeveny fosilie dalších několika exemplářů tohoto obřího pterosaura.
S odhadovaným rozpětím křídel mezi 6,1 až 8,7 metru se jednalo o jednoho z největších známých ptakoještěrů a tedy i létajících tvorů všech dob. Charakteristickým znakem jsou také rozšířené konce čelistí, mající podobu jakýchsi půlkulatých hřebínků. Odtud také pochází rodové jméno pterosaura, které znamená „kýlová čelist“. Podle fylogenetických analýz z posledních let jsou nejbližšími příbuznými rodu Tropeognathus taxony Ornithocheirus, Coloborhynchus, Siroccopteryx, Mythunga a Ferrodraco, náležející do čeledi Anhangueridae.

## Paleoekologie
Podle některých výzkumů byli obří ptakoještěři jako Tropeognathus velmi efektivními letci, schopnými urazit vcelku až kolem 16 000 kilometrů, a to při průměrné rychlosti asi 130 km/h po dobu 7 až 10 dnů (což se však týká spíše rodu Quetzalcoatlus a některých dalších azhdarchidů). O ekologii tohoto velkého pterosaura však zatím mnoho informací nemáme.